# Tathali
Tathali (nep. ताथली) – gaun wikas samiti w środkowej części Nepalu w strefie Bagmati w dystrykcie Bhaktapur. Według nepalskiego spisu powszechnego z 2001 roku liczył on 1035 gospodarstw domowych i 5652 mieszkańców (2825 kobiet i 2827 mężczyzn).